# Kuwae
Kuwae ist ein unterseeischer Vulkan zwischen Épi und Tongoa, einer der aktivsten Vulkane auf Vanuatu. Er brach um das Jahr 1453 aus und erreichte die Stärke 6 auf dem Vulkanexplosivitätsindex.

## Die Eruption
Tongoa und Épi waren früher Teile einer größeren Insel namens Kuwae. Die lokale Überlieferung berichtet von einer Eruption, die die Insel zerstörte und die beiden jetzigen Inseln sowie eine ovale, 12 km × 6 km große Caldera zurückließ. Die Kuwae-Eruption war eine der weltweit größten in den letzten 10.000 Jahren; es wurden zwischen 32 und 39 km3 an Magma ausgestoßen.
In der Antarktis und in Grönland lässt sich die Eruption anhand von Eisbohrkernen nachweisen. Die dort gemessene Sulfat-Konzentration weist darauf hin, dass der Ausstoß an Partikeln größer war als bei jeder Eruption seither. Die Eisbohrkernanalyse erlaubt es, das Ereignis auf 1452 oder 1453 zu datieren. Das Volumen der ausgestoßenen Materie war etwa dreimal so groß wie das beim Ausbruch des Pinatubo im Jahr 1991.

## Konsequenzen für das Klima
Die Eruption muss zu einer Abkühlung des Klimas auf der Erde in den folgenden Jahren geführt haben (siehe Vulkanischer Winter). Eine Untersuchung von Kevin Pang vom Jet Propulsion Laboratory fand Indizien in Baumringen, Eiskernen und historischen Berichten aus Europa und China. Eichenpanele von britischen Porträtbildern weisen auf extrem schmale Ringe für die Jahre 1453 bis 1455 hin. In Schweden blieb die Ernte aus und der Getreidezehnte fiel auf Null; Kiefern des nordamerikanischen Westens zeigen Frostschäden im Jahr 1453. Das Wachstum der europäischen und chinesischen Bäume war von 1453 bis 1457 verlangsamt.
Gemäß der Geschichte der Ming-Dynastie in China zerstörte unaufhörlicher Schneefall den Weizen im Frühjahr 1453. Im selben Jahr, als der Staub die Sonne verdunkelte, „fielen mehrere Ellen Schnee in sechs Provinzen; zehntausende Menschen erfroren“. Für das Jahr 1454 wird berichtet: „es schneite für 40 Tage südlich vom Jangtsekiang, und unzählige starben an Kälte und Hunger“, und das Gelbe Meer war zugefroren bis auf 20 km vor der Küste.
Die Eruption ereignete sich kurz vor der Eroberung von Konstantinopel, der letzten Bastion des Byzantinischen Reiches. Die ottomanischen Türken unter Sultan Mehmed II. belagerten die Stadt seit dem 5. April 1453 und eroberten sie am 29. Mai. Pang fand Hinweise auf die Nachwirkungen der Vulkaneruption in Chroniken der Stadt. Die Gärten der Stadt haben in diesem Frühjahr wenig Ertrag gebracht. Am 25. Mai tobte ein Sturm über die Stadt: „es war nicht möglich, dem Hagel zu widerstehen, und der Regen ergoss sich in solchen Strömen, dass ganze Straßen überflutet wurden“. In der Nacht des 22. Mai verfinsterte sich der Mond, das Symbol von Konstantinopel.
Vier Tage später war die gesamte Stadt in einen dichten Nebel gehüllt. Als sich der Nebel am Abend lichtete, „erschien die Hagia Sophia in Flammen eingetaucht, und von der Stadtmauer aus konnten Lichter gesehen werden, die in der Ferne hinter dem türkischen Lager flackerten“. Die Einwohner der Stadt meinten, das sonderbare Licht wäre eine Spiegelung eines von den Angreifern gelegten Feuers. Es handelte sich jedoch um eine optische Täuschung, eine Reflexion des extrem roten Zwielichts von Wolken aus vulkanischer Asche hoch oben in der Atmosphäre. Viele solcher ‚falschen Feueralarme‘ wurden auch weltweit nach dem Ausbruch des Krakatau 1883 gemeldet.
Auch die besondere Erscheinung des Halleyschen Kometen im Juni 1456 als „rot mit einem golden Schweif“, wie von zeitgenössischen Astronomen berichtet, war offensichtlich eine Folge der Eruption.

## Heutige Aktivität
In der Kuwae-Caldera haben sich regelmäßig Inseln gebildet. Die Eruption von 1897 bis 1901 formte eine Insel, die 1000 m lang und 15 m hoch war. Sie verschwand nach sechs Monaten. Die Eruption von 1948 bis 1949 bildete ebenfalls eine Insel, die wieder verschwand. Dieses Verschwinden hat ihre Ursachen in den Wellen und in der Grundströmung der Caldera. In den Jahren 1959 und 1971 tauchte die Insel für kurze Zeit wieder auf.
Die gegenwärtige Aktivität in Kuwae beschränkt sich auf Fumarolen, die das Wasser gelb einfärben. Über dem Vulkangipfel erreichen Blasen von Schwefelwasserstoff die Oberfläche.